# Radis blanc
Raphanus sativus var. longipinnatus
Variété
Classification APG II (2003)
Les radis blanc ou radis d'hiver (Raphanus sativus var. longipinnatus L. H. Bailey), sont un groupe de radis asiatiques (groupe daïkon) à grosse racine blanche, pivotante, longue ou ronde.
Le radis blanc est un légume essentiel en cuisine d'Extrême-Orient. Il est juteux avec un goût moins piquant que le petit radis ou le radis noir (R. sativus var. sativus, R. sativus var. niger).

## Dénomination,taxonomie
Le terme radis blanc apparaît en français au XVIIIe siècle comme une variété des raiforts chez Duhamel Du Monceau, (1762) il est décrit par René le Berryais (1775) comme Raphanus hortensïs magnâ radice ovatâ albâ : « ce radis réussit bien pendant l'automne. Il est très-blanc, tendre, plein d'eau peu relevé, d'une forme très allongée, et d'une grosseur de 15 à 18 lignes [35 à 40 cm]) »,. Lamarck (1783) distingue les formes ronde et fusiforme.

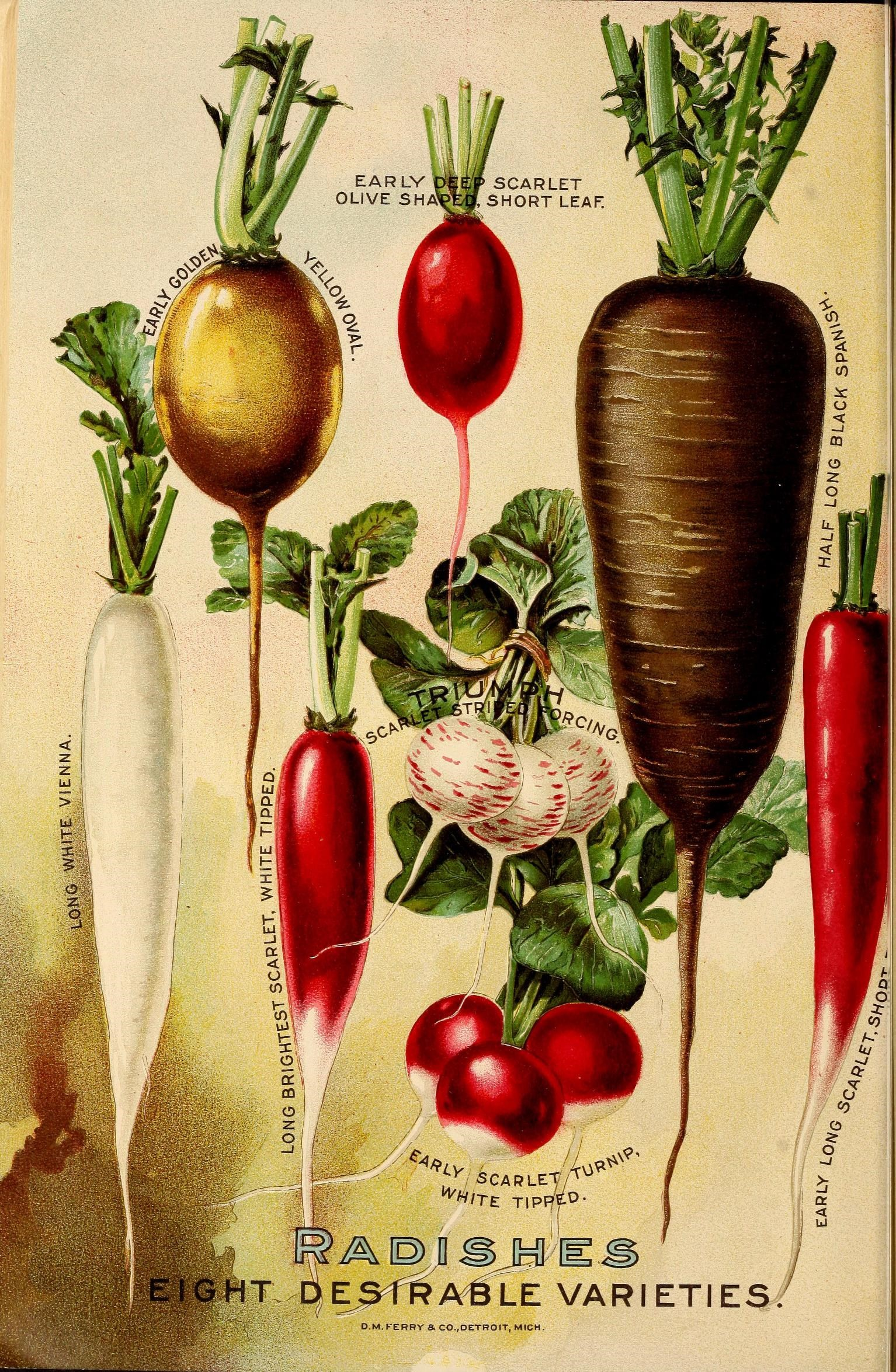
Importance de la couleur chez les radis : illustration du catalogue Henry G. Gilbert Nursery (1921).

La phylogenèse des radis cultivés, qui porte de nos jours sur de grandes populations, permet de décrire 4 populations homogènes de radis cultivés dont 3 sont asiatiques avec une domestication dans 3 zones indépendantes. L'Asie du Sud et du Sud-Est domestique R. sativus var. caudatus ou radis à queue de rat (cultigroupe 3), les radis blancs à grosse racine pivotante longue ou ronde proviennent d'Asie de l'Est et du Japon : R. sativus var. longipinnatus, ils sont distincts du groupe R. sinensis ou var. caudatus le radis vert ou radis chinois (cultigroupes 1 et 2).
R. sativus var. longipinnatus synonyme var. acanthiformis se dit encore en français : radis japonais, daïkon ; lobak, navet chinois (Canada), radis à bière, radis bière (Suisse, de l'allemand Bierrettich et aussi Weißer Rettich, Winterrettich, Japanischer Rettich),,,. En anglais daikon, de même en italien. Dans les langues asiatiques : chinois : 萝卜 ; pinyin : 'luóbo ; litt. « radis » ou 白萝卜, 'bái luóbo, « radis blanc », mu en coréen (hangul : 무), daikon en japonais (katakana : ダイコン ; kanji : 大根), et củ cải trắng en vietnamien.

## Histoire

### Origine asiatique

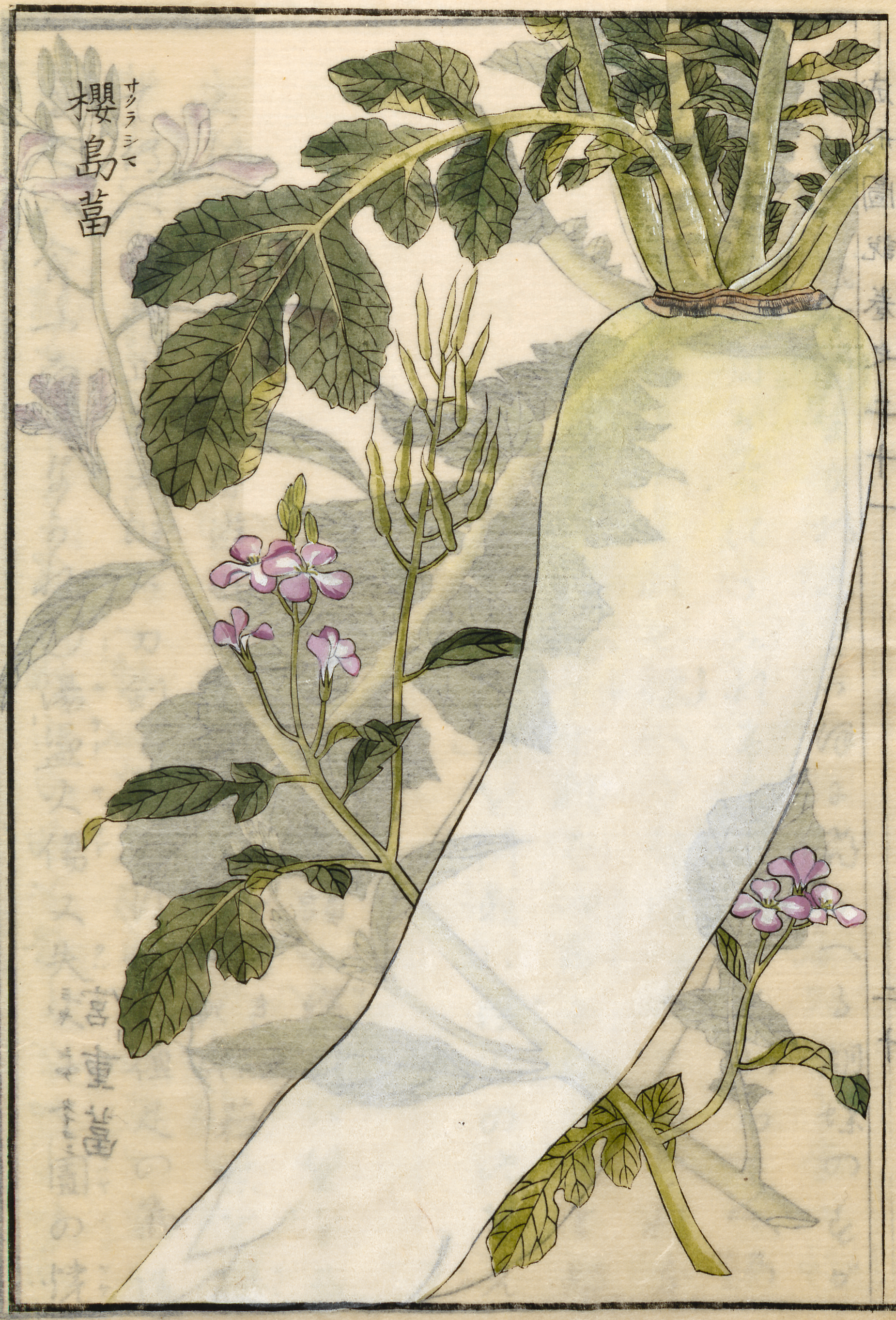
Radis daikon géant Sakurajima dans un catalogue agricole japonais fin XVIIIe siècle.

L'analyse des génomes montre qu'il s'est produit des événements de domestication séparés entre les radis cultivés asiatiques et les radis cultivés de l'ouest de l'Eurasie. La biodiversité des radis cultivés en Asie est plus importante que celle des radis cultivés de l'ouest de l'Eurasie (ou le petit radis et le radis noir sont génétiquement peu éloignés), ce qui montre une domestication ancienne,. L'ancêtre sauvage commun aux radis asiatiques cultivés n'est pas connu. Les radis blancs du cultigroupe japonais proviennent soit de la migration directe du cultigroupe sud asiatique soit du cultigroupe chinois (qui comprend beaucoup de radis verts et/ou à pulpe rouge) lui-même issu du cultigroupe sud-asiatique. La période de floraison et la couleur de la peau de la racine jouent un rôle important dans l'adaptation locale et l'augmentation de la diversité génétique des races locales dans les zones géographiques de domestication. La couleur de la peau qui est contrôlée par un gène dominant identifié, elle résulte avec la longueur de la racine d'événements de domestication démontrés.
L'introduction du radis en Chine date de la dynastie des Zhou occidentaux, XIIe – VIIIe siècles av. J.-C. Au Japon un témoignage de radis blanc (tsubomitomu) de grande taille est donné sous l'empereur Nintoku, en 712, dans une chanson écrite pour l'impératrice dont « les bras étaient aussi blancs que les radis récoltés par la houe de bois », le terme daikon est attesté dans le dictionnaire de langue japonaise Setsuushu fin XVe siècle. Au XVIe siècle sont mentionnés des radis blancs très longs (Radis Moriguchi) actuellement récoltés dans la préfecture d'Aichi. Au XVIIIe siècle, 90 variétés sont dénombrées, le séchage du daikon est attesté dans un livre de cuisine pendant la période d'Edo. Le radis blanc géant Sakurajima de Kagoshima et de nombreux cultivars locaux donnent lieu à une centaine de préparations culinaires. Le gros radis blanc rond shogoin date de l'ère Bunsei.

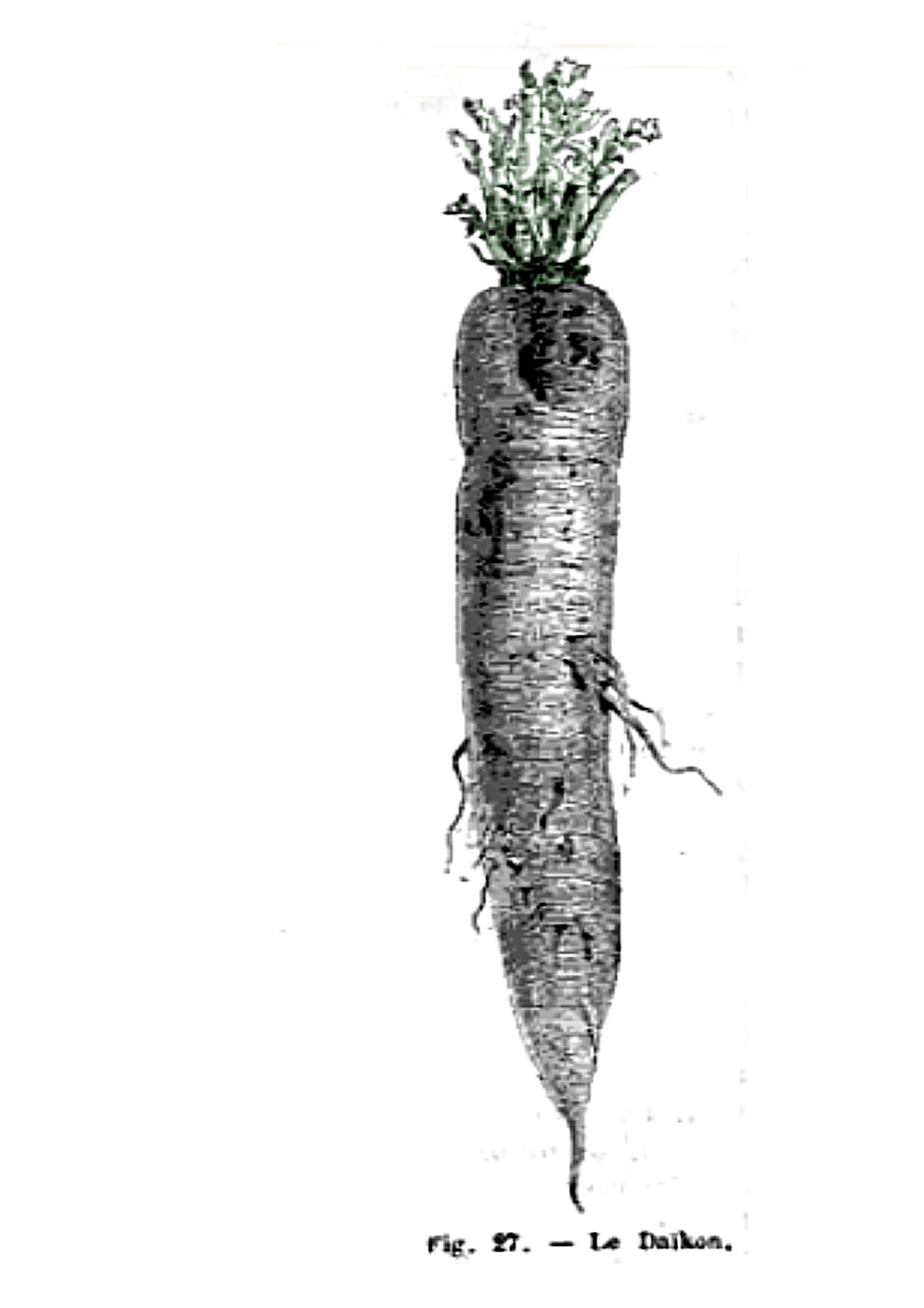
Probablement la première représentation du radis blanc daïkon en Europe (Journal d'Agriculture pratique 1878).

### Mondialisation
Le mot japonais daikon (« un des noms du radis au Japon ») est présent dans le Nouveau dictionnaire d'histoire naturelle édition 1816-1819.
L'introduction du « daïcon » en occident date de la décennie 1870 : Eugène Vavin dans le Nouvelliste de Bellac du 7 février 1875, décrit des gros radis blancs obtenus de graines envoyées par le Dr Auguste Benon d'Ikuno au Japon. L'auteur note qu'au Japon le radis blanc est cultivé après la récolte du riz, sa croissance est rapide, il préconise de le cultiver en supplément des betteraves et carottes après la récolte du blé. Une seconde source de gros radis d'hiver (« qui peut peser 1 kg ») est signalée la même année : le radis blanc de Russie. En 1879, Mitteilungen der Deutschen Gesellschaft für Natur mentionne le daikon, puis Le bulletin du New Jersey Agricultural Experiment Station le décrit  en 1880. En 1883, le Dr. Pailleux fait le compte rendu de la présentation, pour la première fois, par H. Veniat de 10 variétés de radis blancs japonais.
En 1885 le Journal d'agriculture pratique signale que Vilmorin cultive déjà une douzaine de variétés venues directement du Japon. La même année Désiré Bois le mentionne dans Le potager d'un curieux. En 1912, des daïkons (variétés Lipato et Koro) de 4 à 7 kg sont obtenus en culture en Lot-et-Garonne.
Réciproquement à la même époque (Ère Meiji) les petits radis occidentaux ハツカダイコン (hatsukadaikon), 廿日大根 (tsukadaikon) sont introduits au Japon, prélude à une mondialisation des collections de radis cultivés.

### Époque actuelle

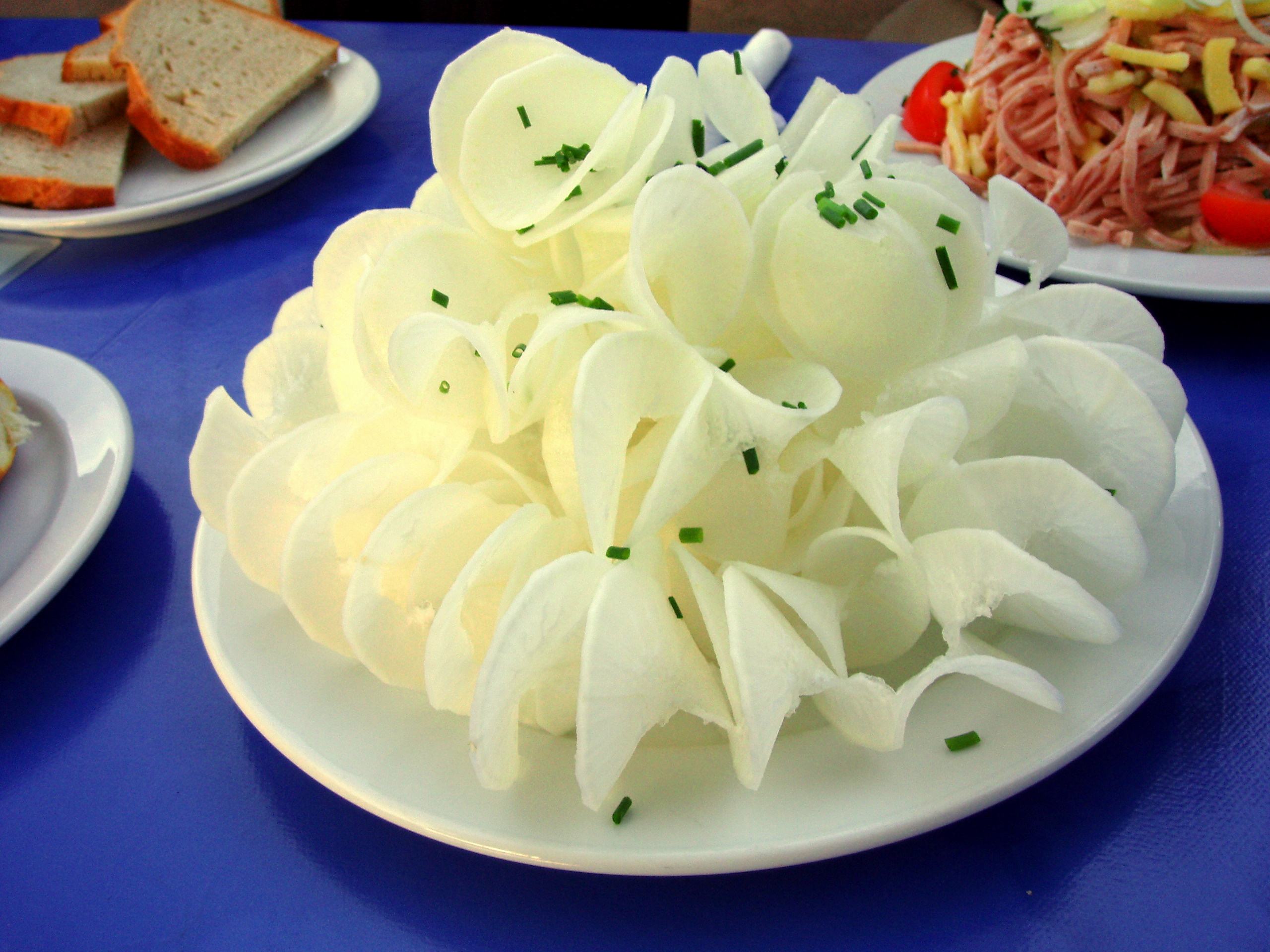
Radis blanc salé servi avec la bière (Allemagne, Suisse).

L'introduction d'une plante cultivée n'est pas qu'une question agronomique, c'est aussi un transfert de ses usages qui, pour le radis blanc, restent méconnus en dehors de sa zone de domestication, l'Asie orientale. En dehors d'elle et à l'exception de la graine germée, il est toujours marginal, principalement consommé cru, comme légume d'hiver dans les pays septentrionaux, de même au Brésil (rabanete daikon nommé nabo-japonês ) où les migrants japonais sont nombreux. La demande est faible aux USA, au Canada et en Europe, la culture couvre tout juste les coûts, il existe une production sous serre en Allemagne,,,.
En France, il est communément vendu comme navet, et utilisé comme tel par les restaurateurs, car il est d'un emploi plus facile que le navet.
Faute de chercher à connaitre ses qualités nutritives, son intérêt saisonnier, culinaire et gastronomique, il est parfois question de l'utiliser pour de nouveaux usages comme la stabilisation des sols, le paillage organique, ou d'étendre son marché en allongeant la période de production,,.

## Culture et conservation

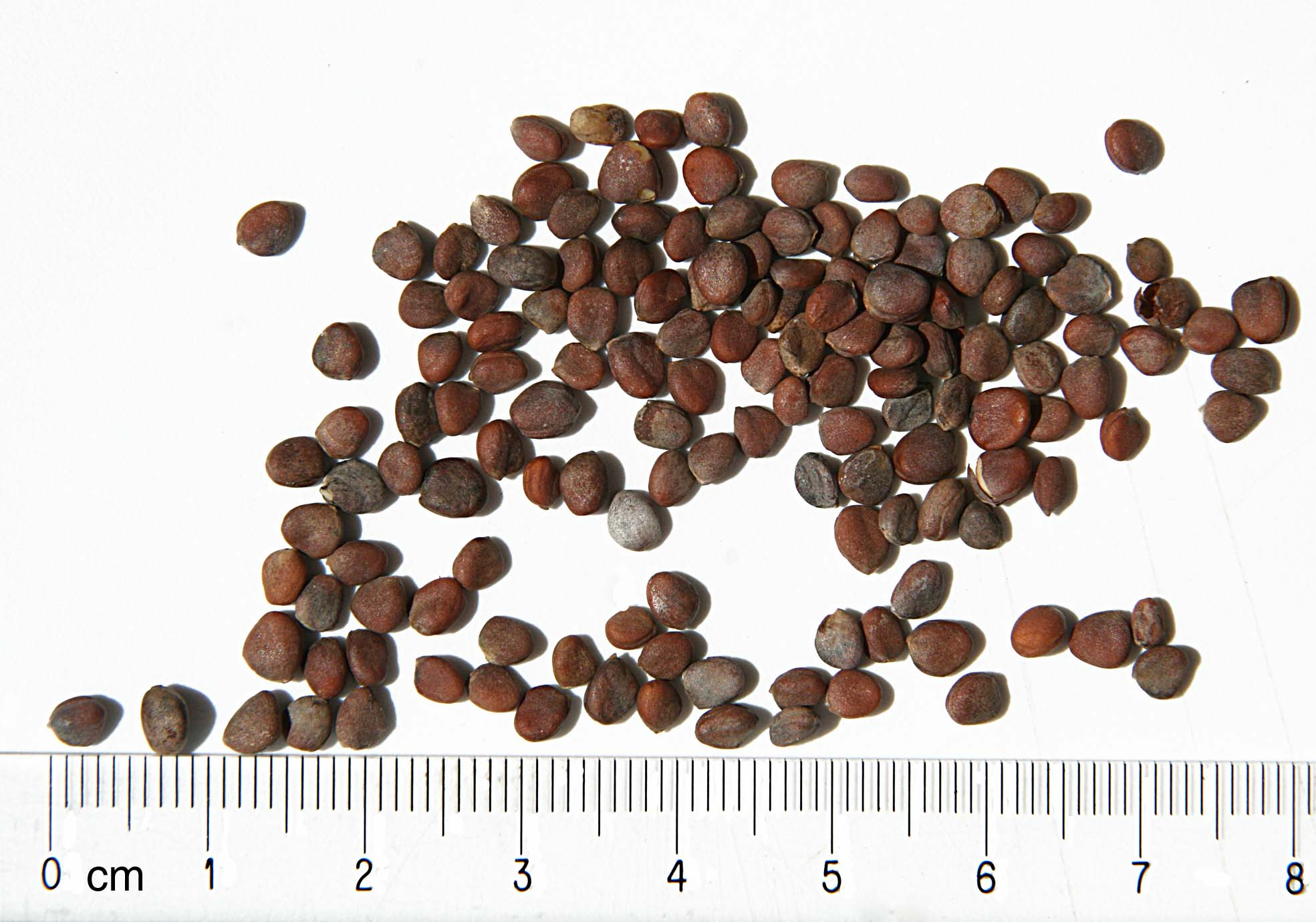
Graines de radis blanc : daïkon blanc long.

Une publication du Rural Industries Research and Development Corporation (Australie, 2003) donne en anglais toutes les informations sur la culture du radis blanc. Le radis blanc est, dans sa zone de domestication, un légume d'automne semé après la récolte du riz et dont le développement se fait avec les pluies d'automne de la saison des pluies en Asie orientale (jusqu'à mi-novembre, arrivée du froid). Ce calendrier procure les meilleurs radis blancs.

### Les cultivars
Les radis à col vert (haut de la racine vert à l’extérieur), 三太郎大根, dont la masse va de 500 g. à 5 kg, représentent 90% de la production japonaise. 

### Le semis
Le semis se fait en place ou sur plaque alvéolée à trous profonds avec repiquage dans les 10 jours. La levée est rapide 3 à 5 jours entre 20 °C et 30 °C, favorisée par la présence d'un film de germination.
Pour la culture à l'extérieur le semis des radis blancs d'automne commence en juillet dans les régions fraîches, août régions tempérée, septembre régions chaudes, la végétation est fortement ralentie par le froid, par exemple en région tempérée un semis de début septembre produit fin novembre,.

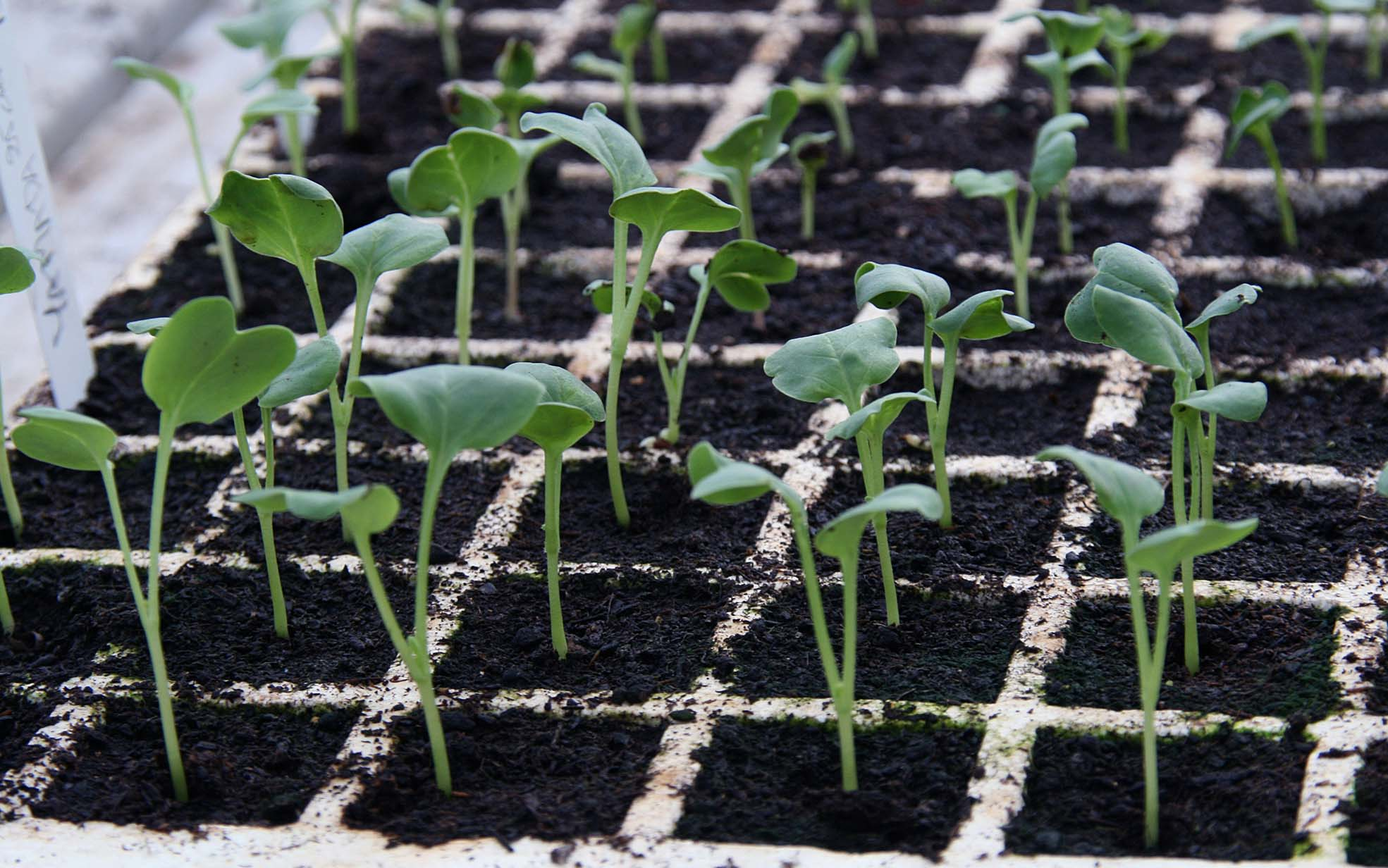
Semis de radis blancs en plaque alvéolée.

### La culture et la récolte
Un sol doit être riche mais pas trop azoté (un excès d'azote favorise le feuillage au détriment de la racine), léger, bien drainé et profond (le sol lourd entraîne des déformations des racines) d'un pH à peine acide (6,0 à 6,5), l'acidité du sol est tolérée. L'espacement optimum est 40 cm, l'usage est entre 20 et 35 cm entre plantes selon la taille du radis. L'apport en eau doit être régulier mais il faut éviter la saturation (avantage des sols sableux) . Après récolte et nettoyage le stockage idéal est à 0 °C. en milieu humide, aucun traitement après récolte n'est nécessaire.

### Conservation

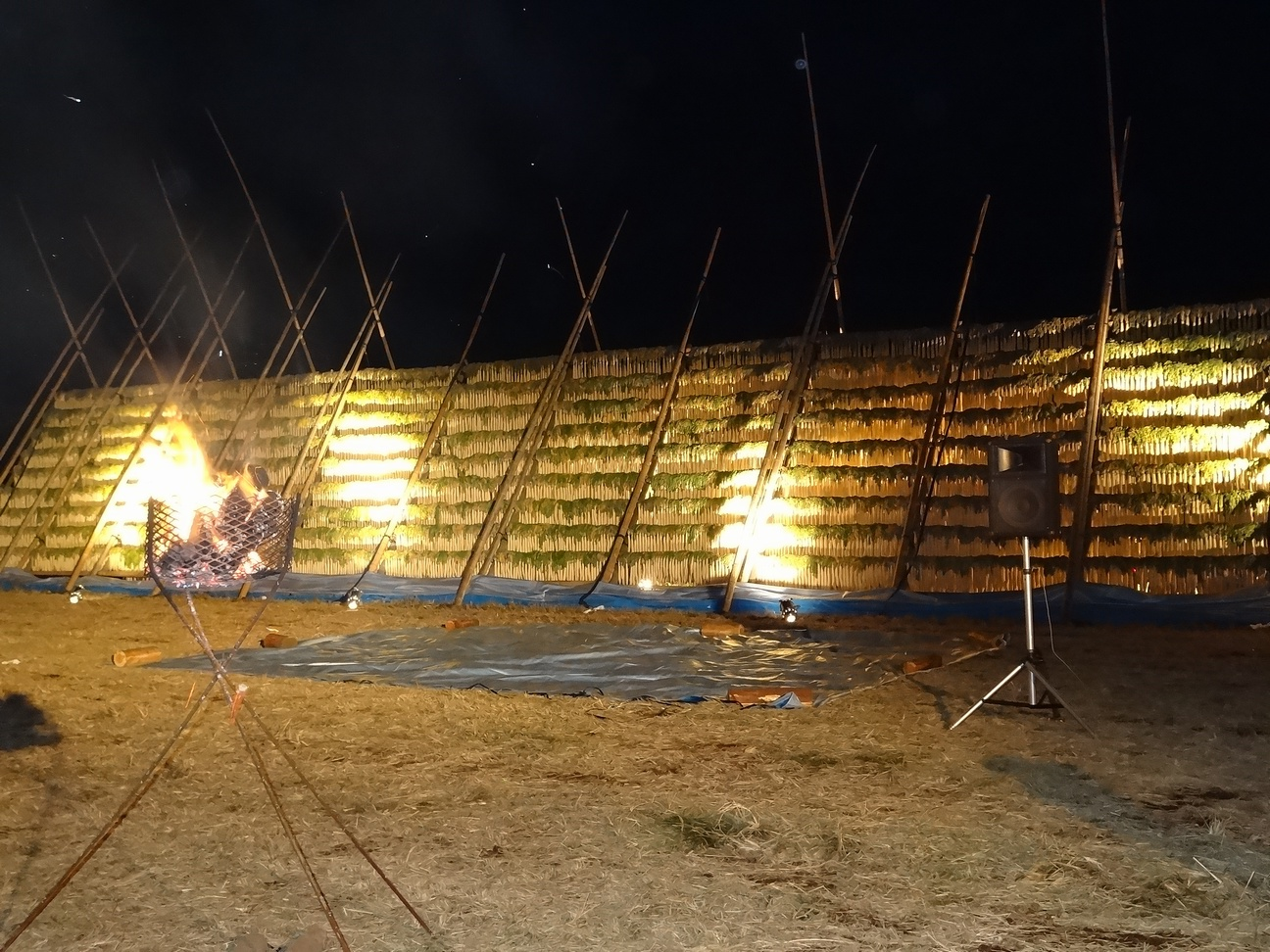
Séchage de daïkon au Japon.

#### Séchage
Débités en fins lacets le radis blanc est séché au soleil au Japon きりぼしだいこん (Kiriboshi daikon), on réhydrate 15 min avant l'utilisation. Il existe une variante de radis blanc tranché puis séché,.

#### Lactofermentation
Le takuwan (沢庵) est un radis blanc séché puis mariné dans un mélange de son de riz, de sel, sucre et épices. Il prend un goût piquant et une couleur jaune.

## Usages culinaires

### En Chine

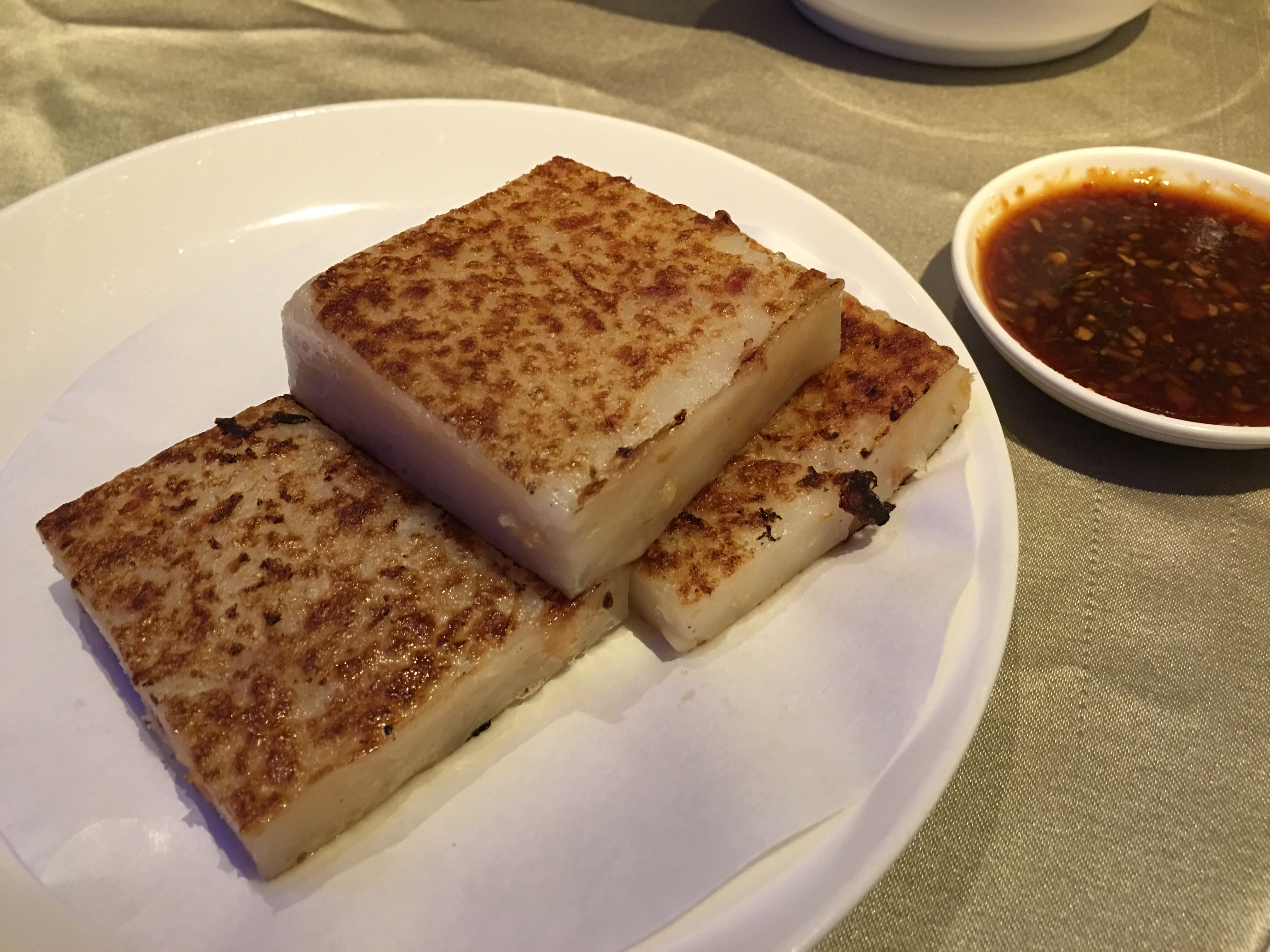
Gâteau de navet.

En Chine, il peut être mangé seul, frais et cru, pour son aspect rafraîchissant pendant les saisons chaudes, ou bien cuit dans des ragoûts.
Dans le sud de la Chine, vers Canton, il est mangé en gâteau de navet (chinois simplifié : 萝卜糕 ; chinois traditionnel : 蘿蔔糕 ; pinyin : luóbo gāo ; cantonais Jyutping : lo⁴ baak⁶ gou¹, parfois écrit 菜頭粿 / 菜头粿, cài tóu guǒ, cantonais Jyutping : chhài-thâu-kóe (ou chhài-thâu-ké, chai tao kway), « pâte de riz aux têtes de légumes »). Un plat malaisien proche est le chai tow kway.
Les pathogènes et maladies sont celles des Brassicaceae (ex Crucifères).

### En Corée
En Corée, il sert à garnir de nombreux plats, soit cru, soit mariné en saumure.
Il est utilisé dans différents plats d'accompagnement (banchan). Sous sa forme marinée jaune, avec le kimchi de choux chinois, lui-même en kimchi : le mu kimchi, ou encore dans le musaengchae (무생채 ou muchae, 무채), un namul où il est coupé en julienne.
Il est aussi souvent utilisé pour faire le kaktugi, autre plat d'accompagnement très répandu. Il est alors coupé en petits cubes, puis dégorgé au sel avant d'être pimenté et fermenté durant quelques jours.

### Au Japon

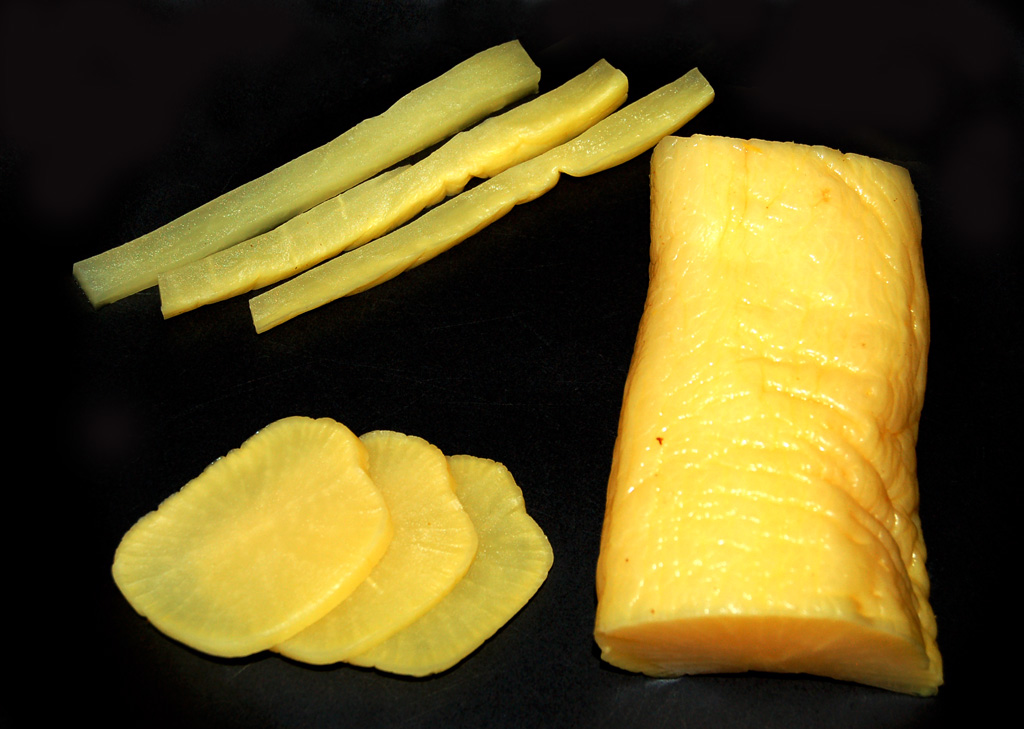
Takuan japonais.

Au Japon, le radis blanc séché et coupé en lanières est appelé kiriboshi daikon (切干大根). Entier, lacto-fermenté en saumure, il s'appelle takuan ou takuwan (沢庵), en l'honneur de son inventeur, Takuan Sōhō. Il est souvent artificiellement coloré en jaune moutarde. Ayant tendance à ne pas se garder et à jaunir, les feuilles (fanes) sont souvent coupées avant la vente pour être utilisées en soupes, cuites à l'étuvée (oshitashi) ou comme condiment.
Le radis blanc peut aussi être finement râpé et ajouté comme condiment ou comme élément de sauce, comme pour assaisonner et rafraîchir la tempura.

### En Malaisie et à Singapour
En Malaisie et à Singapour, existe le chai tow kway où l'on fait des petits cubes proche du gâteau de navet cantonais, que l'on mélange avec des légumes et des œufs.

### Au Vietnam
Au vietnam, il est utilisé, mélangé avec des carottes (« củ cải cà rốt chua » ou « đồ chua »), saumuré au goût aigre-doux, notamment dans le sandwich bánh mì.

### Les graines germées de daïkon
Le radis blanc se consomme en graines germées qui ont un goût piquant. Cette méthode aujourd'hui mondialisée est traditionnelle au Japon (en japonais カイワレダイコン（ou 穎割れ大根 ou 貝割れ大根), Kaiware daikon), où la production de graines germées a été industrialisée en 1986 sous l'égide de l'Association des graines germées (Japan Sprout Association). Elles sont principalement mangées crues, très souvent avec du jambon.
La germination prend 4 à 6 jours après trempage d'une nuit, les jeunes pousses sont consommées à 3 cm de haut. La capacité anti-oxydante des graines germées de daïkon est remarquable, elles ont - chez le rat - une activité hypoglycémique et améliorent le métabolisme des lipides,,.